# Polnische Sommermeisterschaften im Skispringen 2016
Die Polnischen Sommermeisterschaften im Skispringen 2016 fanden vom 7. bis zum 9. Oktober 2016 statt. Während die Wettkämpfe der Männer auf der Adam-Małysz-Schanze in Wisła ausgetragen wurden, hielten die Frauen ihren Wettkampf auf der Skalite-Mittelschanze in Szczyrk ab. Neben den Wettbewerben der Seniorinnen und Senioren wurden am 7. Oktober auch die Meisterschaften der Junioren in Szczyrk ausgetragen. Dabei sprangen die Athleten der Juniorenklasse A und B auf der Skalite-Normalschanze, während die jüngste Klasse C ihren Sieger von der Mittelschanze ermittelte. Die Meisterschaften wurden vom polnischen Skiverband PZN organisiert.

## Teilnehmer

### Männer
| 36 Teilnehmer von acht Vereinen                                                    | 36 Teilnehmer von acht Vereinen                                                                              |
| ---------------------------------------------------------------------------------- | --- |
| - AZS Zakopane (9) - WSS Wisła (8) - TS Wisła Zakopane (7) - LZS Sokół Szczyrk (5) | - LKS Klimczok Bystra (3) - KS Eve-nement Zakopane (2) - UKS Sołtysianie Stare Bystre (1) - WKS Zakopane (1) |

### Frauen
| 15 Teilnehmerinnen von acht Vereinen                                                            | 15 Teilnehmerinnen von acht Vereinen                                                             |
| ----------------------------------------------------------------------------------------------- | ------------------------------------------------------------------------------------------------ |
| - AZS Zakopane (5) - LKS Klimczok Bystra (2) - UKS Sołtysianie Stare Bystre (2) - WSS Wisła (2) | - KS Chochołów (1) - PKS Olimpijczyk Gilowice (1) - LZS Sokół Szczyrk (1) - ZKN Sokół Zagórz (1) |

## Ergebnisse

### Männer Einzel

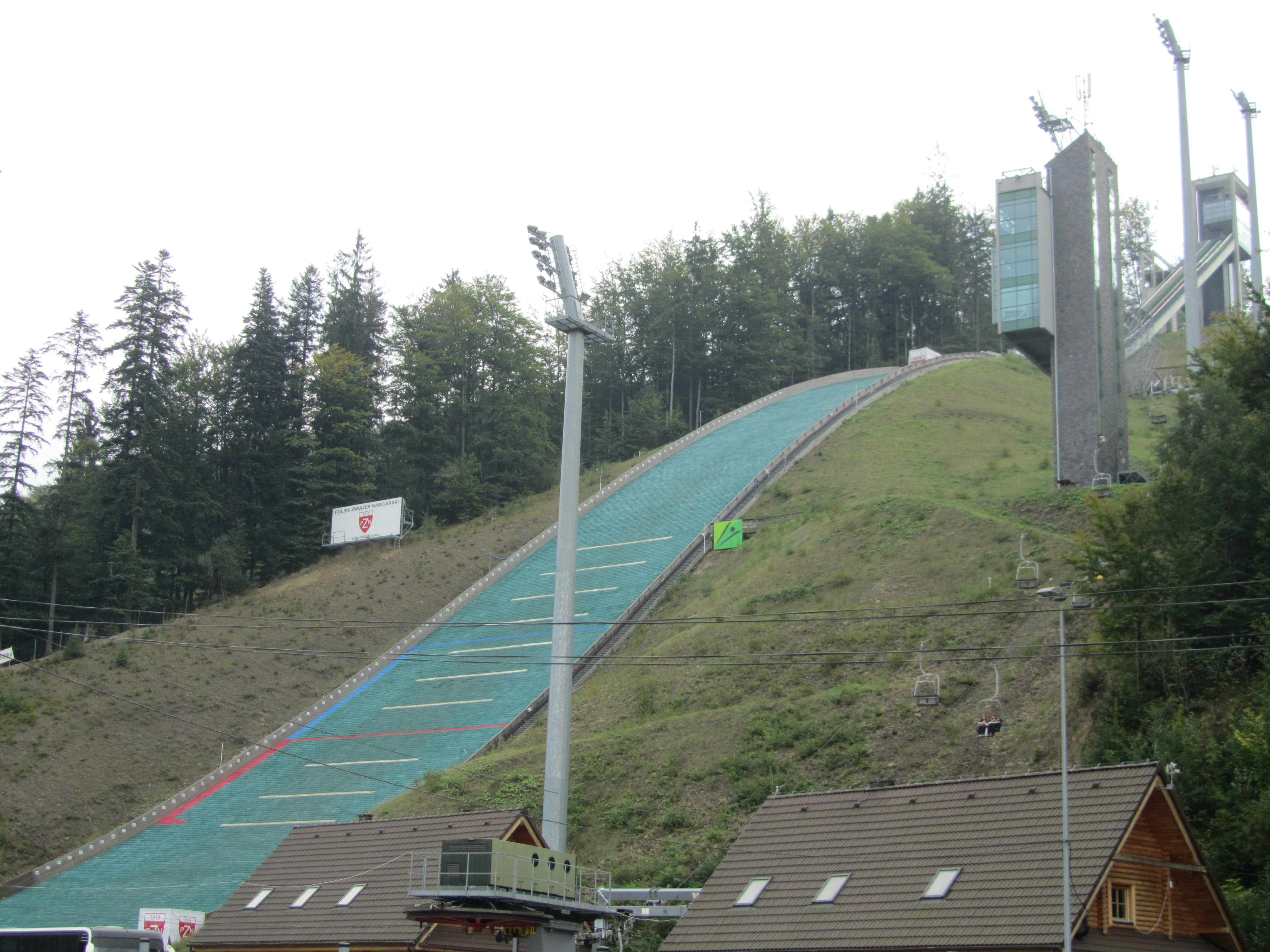
Austragungsort: Malinka

Der Einzelwettbewerb fand am 8. Oktober 2016 auf der Großschanze Malinka (HS 134) in Wisła statt. Es waren 36 Athleten gemeldet, die alle in die Wertung kamen. Der Titelverteidiger Dawid Kubacki ging nicht an den Start. Den weitesten Sprung zeigte Maciej Kot im ersten Durchgang, womit er bereits früh die Grundlage seines Meistertitels legte.
| Platz | Name                 | Verein                       | Weite 1 | Weite 2 | Punkte |
| ----- | -------------------- | ---------------------------- | ------- | ------- | ------ |
| 01.   | Maciej Kot           | AZS Zakopane                 | 131,5   | 129,5   | 292,4  |
| 02.   | Kamil Stoch          | KS Eve-nement Zakopane       | 127,5   | 125,5   | 278,0  |
| 03.   | Klemens Murańka      | TS Wisła Zakopane            | 122,5   | 122,5   | 244,7  |
| 04.   | Jan Ziobro           | WKS Zakopane                 | 122,0   | 121,5   | 241,5  |
| 05.   | Aleksander Zniszczoł | WSS Wisła                    | 125,5   | 117,5   | 239,1  |
| 06.   | Stanisław Biela      | UKS Sołtysianie Stare Bystre | 127,5   | 118,5   | 237,8  |
| 07.   | Piotr Żyła           | WSS Wisła                    | 120,0   | 120,5   | 235,6  |
| 08.   | Bartłomiej Kłusek    | LKS Klimczok Bystra          | 121,0   | 119,5   | 235,1  |
| 09.   | Stefan Hula          | KS Eve-nement Zakopane       | 121,5   | 116,0   | 228,7  |
| 10.   | Andrzej Stękała      | AZS Zakopane                 | 118,0   | 117,5   | 224,1  |
| 11.   | Przemysław Kantyka   | LKS Klimczok Bystra          | 118,0   | 116,5   | 222,3  |
| 12.   | Krzysztof Miętus     | AZS Zakopane                 | 117,5   | 116,5   | 221,4  |
| 13.   | Dominik Kastelik     | SSR LZS Sokół Szczyrk        | 121,5   | 114,5   | 216,8  |
| 14.   | Jakub Wolny          | LKS Klimczok Bystra          | 120,0   | 111,5   | 216,4  |
| 15.   | Tomasz Pilch         | WSS Wisła                    | 114,5   | 117,0   | 208,7  |

### Männer Team
| Platz | Verein                | Name                                                               | Weite 1                 | Weite 2                 | Punkte |
| ----- | --------------------- | ------------------------------------------------------------------ | ----------------------- | ----------------------- | ------ |
| 01.   | AZS Zakopane I        | Krzysztof Miętus Krzysztof Leja Andrzej Stękała Maciej Kot         | 118,0 109,0 128,0 125,5 | 119,0 113,0 126,0 127,5 | 972,8  |
| 02.   | WSS Wisła I           | Aleksander Zniszczoł Paweł Wąsek Tomasz Pilch Piotr Żyła           | 119,5 116,5 129,0 127,0 | 122,5 119,0 122,5 124,5 | 946,4  |
| 03.   | LKS Klimczok Bystra   | Piotr Kudzia Jakub Wolny Przemysław Kantyka Bartłomiej Kłusek      | 073,0 119,0 121,0 123,5 | 100,0 123,0 114,0 126,0 | 783,6  |
| 04.   | TS Wisła Zakopane I   | Dawid Jarząbek Łukasz Rutkowski Łukasz Bukowski Klemens Murańka    | 110,0 098,5 109,5 127,0 | 110,0 102,5 127,5       | 767,5  |
| 05.   | SSR LZS Sokół Szczyrk | Patryk Hutyra Dawid Krupa Dominik Kastelik Krzysztof Biegun        | 097,5 095,0 118,5 117,5 | 096,0 104,0 113,5 123,0 | 712,5  |
| 06.   | WSS Wisła II          | Jakub Juroszek Szymon Jojko Artur Kukuła Bartosz Czyż              | 103,0 086,0 108,0 114,0 | 101,5 076,0 117,0 107,5 | 607,4  |
| 07.   | AZS Zakopane II       | Kacper Stosel Mateusz Staszel Wojciech Marusarz Andrzej Zapotoczny | 092,0 088,0 089,0 110,5 | 094,5 086,0 090,0 105,5 | 494,4  |
| 08.   | TS Wisła Zakopane II  | Andrzej Szczechowicz Paweł Chyc Damian Skupień Krystian Karpiel    | 065,0 088,5 099,5 098,0 | 052,0 085,0 103,5 095,0 | 357,2  |

### Frauen Einzel

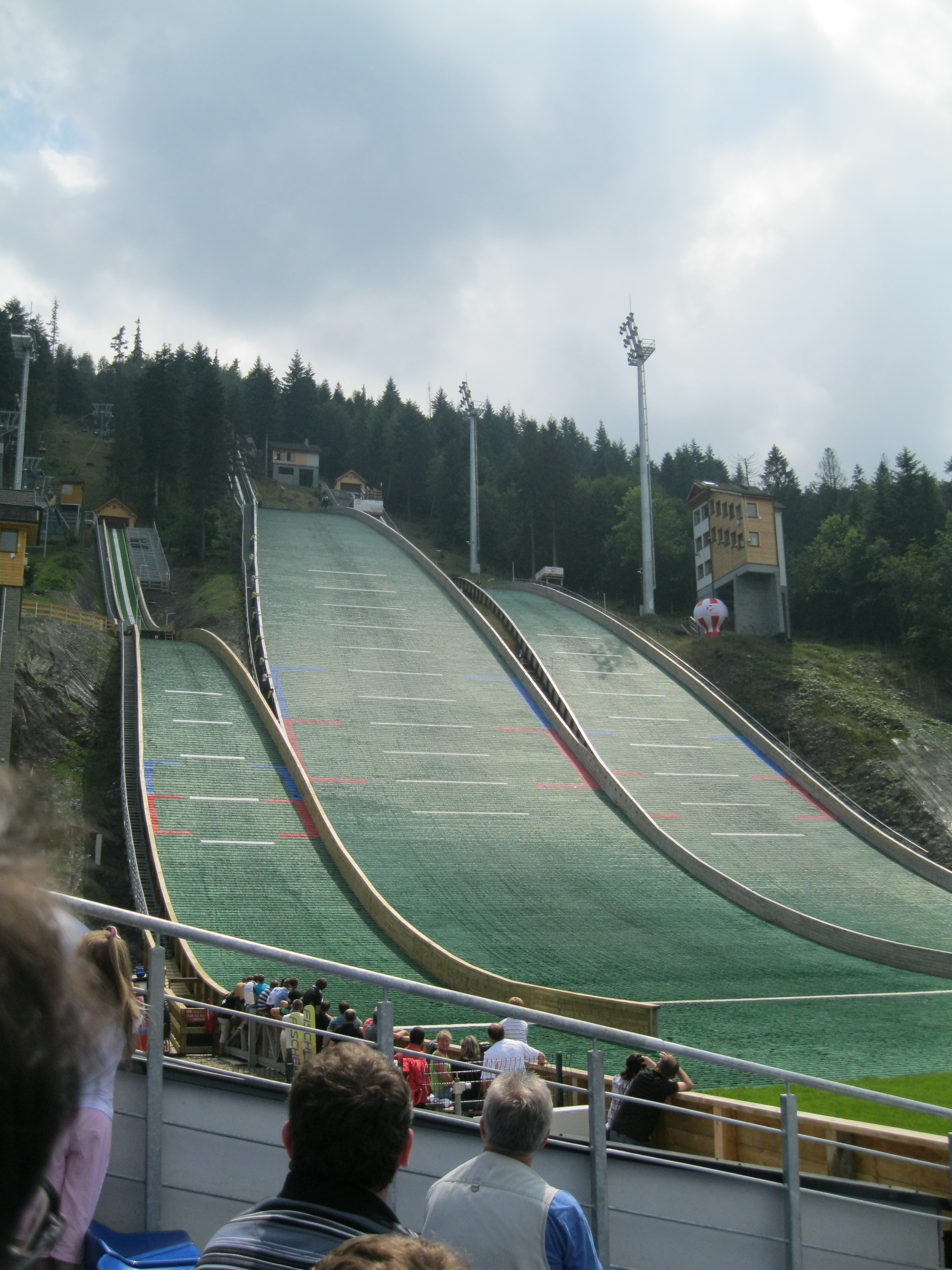
Austragungsort: Skalite

Der Einzelwettbewerb fand am 7. Oktober 2016 von der Skalite-Mittelschanze (HS 77) in Szczyrk statt. Es waren 15 Athletinnen gemeldet, die alle in die Wertung kamen. Die spätere Meisterin Anna Twardosz zeigte mit 72,5 Metern den weitesten Sprung des Tages. Vizemeisterin wurde Kinga Rajda, die wie Twardosz die Sportschule SMS Szczyrk besuchte.
| Platz | Name                 | Verein                       | Weite 1 | Weite 2 | Punkte |
| ----- | -------------------- | ---------------------------- | ------- | ------- | ------ |
| 01.   | Anna Twardosz        | PKS Olimpijczyk Gilowice     | 070,5   | 072,5   | 227,1  |
| 02.   | Kinga Rajda          | SSR LZS Sokół Szczyrk        | 065,5   | 072,0   | 218,0  |
| 03.   | Magdalena Pałasz     | UKS Sołtysianie Stare Bystre | 064,5   | 067,0   | 202,3  |
| 04.   | Joanna Szwab         | KS Chochołów                 | 063,0   | 067,5   | 200,6  |
| 05.   | Joanna Kil           | AZS Zakopane                 | 062,5   | 068,0   | 192,1  |
| 06.   | Kamila Karpiel       | AZS Zakopane                 | 062,0   | 065,0   | 185,9  |
| 07.   | Paulina Cieślar      | WSS Wisła                    | 058,5   | 060,5   | 171,3  |
| 08.   | Katarzyna Pałasz     | UKS Sołtysianie Stare Bystre | 052,0   | 052,5   | 136,4  |
| 09.   | Róża Pawlikowska     | AZS Zakopane                 | 049,5   | 049,0   | 115,2  |
| 10.   | Sabina Król          | AZS Zakopane                 | 042,0   | 043,5   | 084,6  |
| 11.   | Natalia Kobiela      | AZS Zakopane                 | 041,0   | 038,5   | 070,4  |
| 12.   | Katarzyna Harsche    | ZKN Sokół Zagórz             | 036,5   | 042,0   | 067,2  |
| 13.   | Nikola Pietraszko    | LKS Klimczok Bystra          | 034,0   | 033,5   | 039,0  |
| 14.   | Wiktoria Kiersnowska | WSS Wisła                    | 035,0   | 032,0   | 036,4  |
| 15.   | Anna Żądło           | LKS Klimczok Bystra          | 031,0   | 031,0   | 025,9  |

### Junioren Einzel
Klasse A (HS 106)
| Platz | Name             | Verein                | Weite 1 | Weite 2 | Punkte |
| ----- | ---------------- | --------------------- | ------- | ------- | ------ |
| 01.   | Dominik Kastelik | SSR LZS Sokół Szczyrk | 103,5   | 091,0   | 232,0  |
| 02.   | Dawid Krupa      | SSR LZS Sokół Szczyrk | 091,5   | 087,5   | 200,5  |
| 03.   | Łukasz Bukowski  | TS Wisła Zakopane     | 096,5   | 083,0   | 196,0  |

Klasse B (HS 106)
| Platz | Name         | Verein    | Weite 1 | Weite 2 | Punkte |
| ----- | ------------ | --------- | ------- | ------- | ------ |
| 01.   | Tomasz Pilch | WSS Wisła | 110,0   | 103,5   | 271,5  |
| 02.   | Bartosz Czyż | WSS Wisła | 106,5   | 101,5   | 267,0  |
| 02.   | Paweł Wąsek  | WSS Wisła | 105,5   | 102,5   | 267,0  |

Klasse C (HS 77)
| Platz | Name            | Verein                | Weite 1 | Weite 2 | Punkte |
| ----- | --------------- | --------------------- | ------- | ------- | ------ |
| 01.   | Mateusz Gruszka | AZS Zakopane          | 071,5   | 074,5   | 239,7  |
| 02.   | Karol Niemczyk  | LKS Klimczok Bystra   | 072,0   | 073,0   | 238,5  |
| 03.   | Patryk Hutyra   | SSR LZS Sokół Szczyrk | 073,5   | 074,0   | 227,0  |